# Divisione di Jaipur
La divisione di Jaipur è una divisione dello stato federato indiano di Rajasthan, di 13 760 368 abitanti. Il suo capoluogo è Jaipur.
La divisione di Jaipur comprende i distretti di Alwar, Dausa, Jaipur, Jhunjhunu e Sikar.